# 赫斯特公司

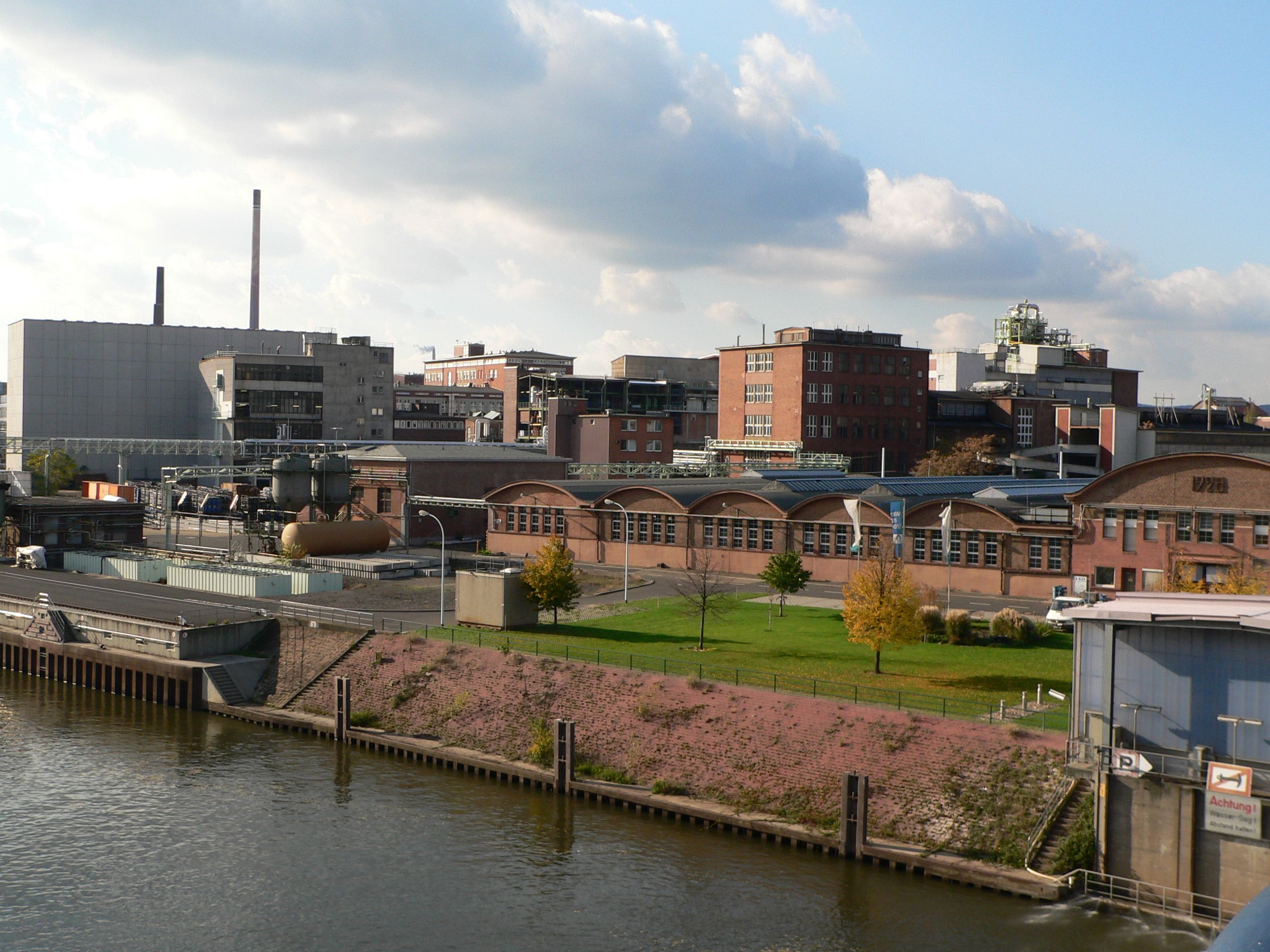
赫斯特工業園（Industriepark Höchst）

赫斯特公司（德語：Hoechst AG，發音：[ˈhøːçst] ⓘ）是德國的一家化學和生物科技公司，在1999年，與法國的Rhône-Poulenc S.A.合併後成為Aventis Deutschland。隨著新公司2004年與赛诺菲的合併，它成為由此產生的賽諾菲-安萬特製藥集團的子公司。

## 外部連結
- Archive site
- Sanofi Aventis site
- Aventis Foundation
- 有关赫斯特公司在德国经济学中央图书馆（ZBW）20世纪新闻档案中的剪报。